# Zoológico de Chapultepec
El zoológico de Chapultepec es un zoológico, ubicado en el bosque de Chapultepec, en Ciudad de México, México.
Fue inaugurado el 6 de julio de 1923 por el biólogo mexicano Alfonso Luis Herrera. Terminó por convertirse en el zoológico más visitado en México, con más de 5 millones de visitantes anuales. Cuenta con un herpetario, un mariposario, y un museo del elefante.[cita requerida] Es el segundo zoológico más grande de México, después del Zoológico de Guadalajara.

## Historia
Después de la inauguración del Zoológico de Buenos Aires (Argentina) en 1875, México fue otro país pionero en establecer un zoológico en Latinoamérica. En 1890, Porfirio Díaz firmó el compromiso de construir un zoológico en Chapultepec para incrementar el rol de diversiones civilizadas.

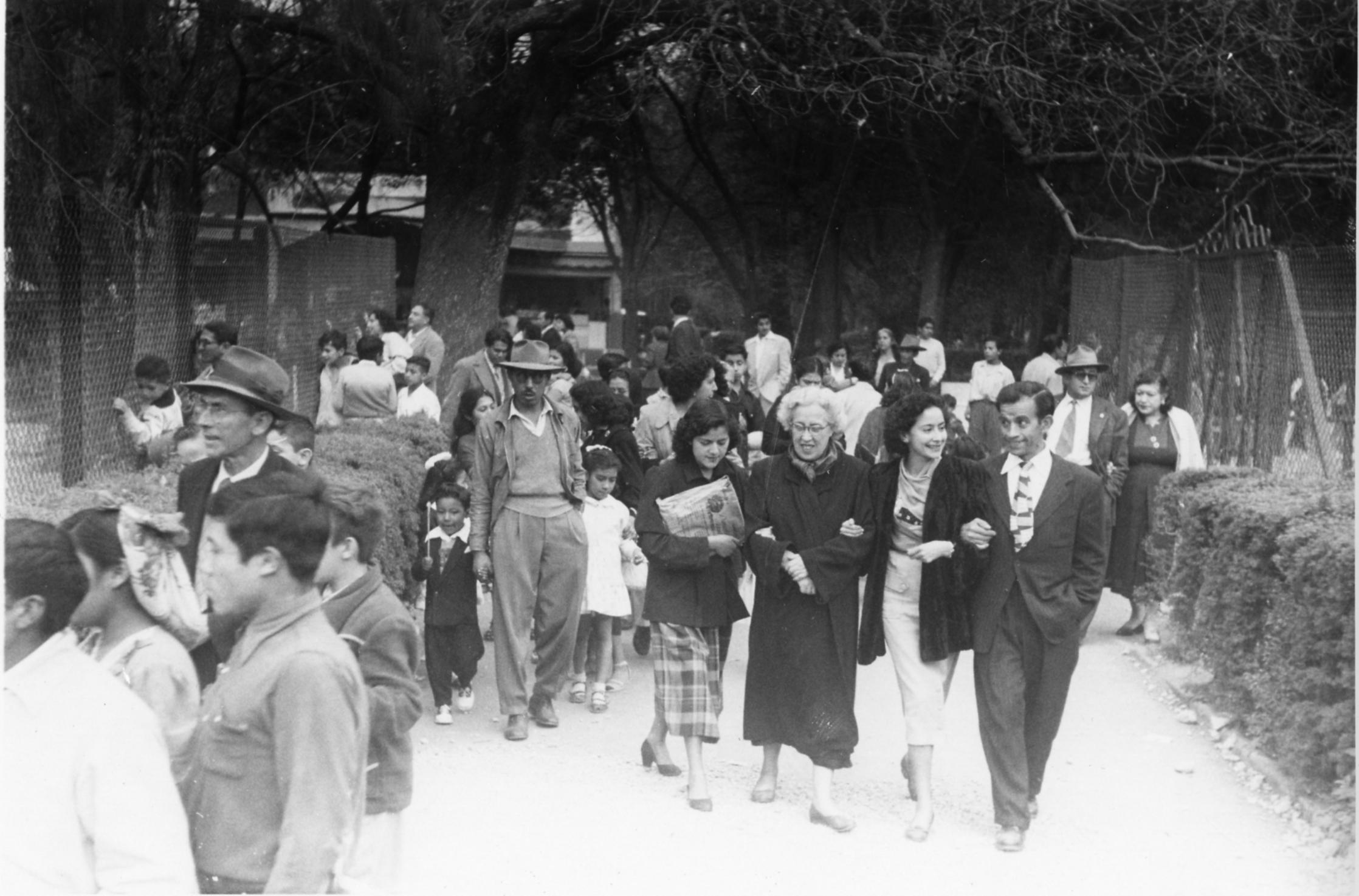
Visitantes en el zoológico, 1953.

El zoológico se inauguró el 6 de julio de 1923. En 1929 se incluyó al zoológico dentro de la lista de instituciones subsidiadas por el gobierno de la Ciudad de México. Entre 1950 y 1960, el zoológico tuvo como único objetivo ser un lugar recreativo. Ernesto Uruchurtu Peralta, regente de la ciudad en esa década, le dio nuevos bríos al zoológico, renovando toda la colección. Algunos de los animales adquiridos en ese entonces aún se encontraban en la colección medio siglo después.[cita requerida]
Durante el período comprendido entre el 24 de junio de 1992 y el 1 de agosto de 1994, el zoológico de Chapultepec se remodeló por completo, denominándose el proyecto "Rescate Ecológico del Zoológico de Chapultepec": se trató de un grupo multidisciplinario de varias áreas: diseño, ingenieros, biólogos y médicos veterinarios, trabajó en todos los aspectos del proyecto.[cita requerida]
Desde 1998 funciona un laboratorio de fisiología reproductiva), cuenta con un hospital y laboratorios, dispone de servicios como visitas guiadas, alquiler de carros, tiendas comerciales y patio de comida, y es considerado un «centro de integración social, familiar e intergeneracional». Durante varios años, el zoológico contó con varios elefantes asiáticos, pero debido a un accidente ocurrido en 2009, fueron trasladados al Zoológico de San Juan de Aragón.
El logotipo del zoológico es un jaguar en su representación prehispánica.

## Especies y geografía

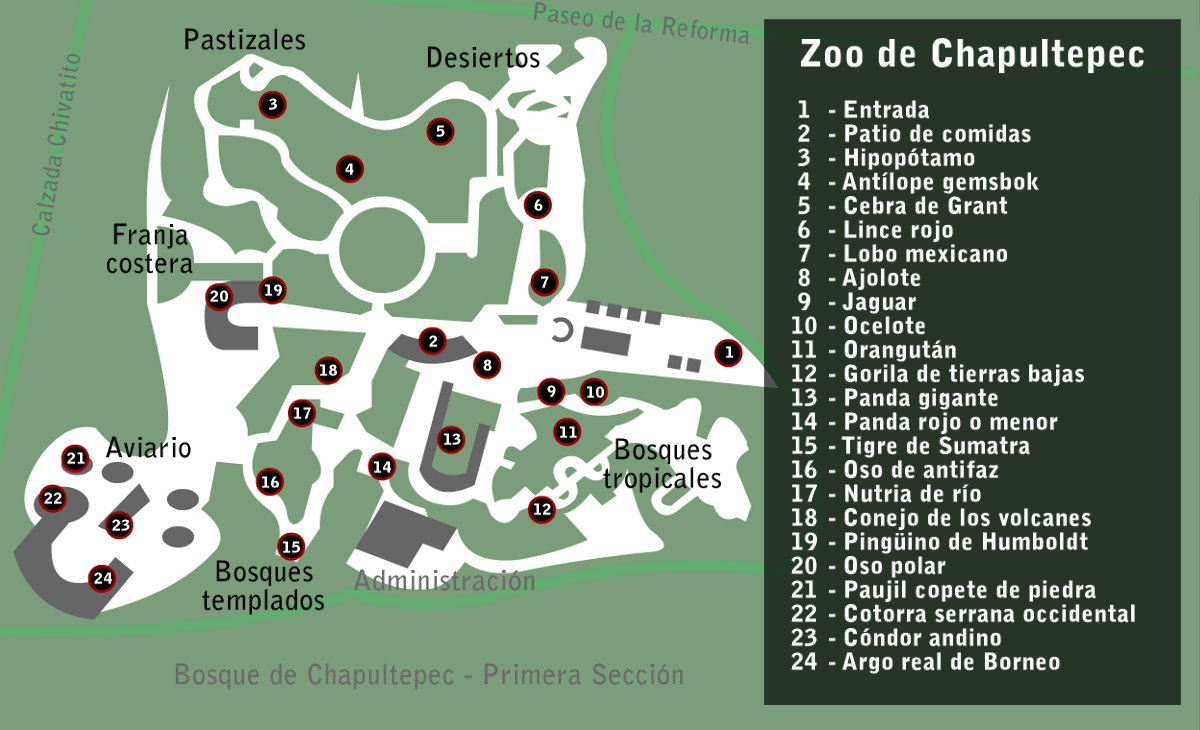
Plano del zoológico, en 2013.

El zoológico ocupa 17 hectáreas en la primera sección del Bosque de Chapultepec. Cuenta con siete áreas con condiciones climáticas y vegetales especiales: desierto, pastizales, franja costera, tundra, aviario, bosque templado y bosque tropical. Tiene además un herpetario y un mariposario.

### Pandas gigantes
Actualmente alberga a un espécimen, Xin Xin, luego de la muerte de Shuan Shuan en julio de 2022.
- Pe Pe (macho) y Ying Ying (hembra) fueron un regalo otorgado a México por la República Popular China, en septiembre de 1975. Pe Pe murió en 1988, y Ying Ying murió en 1989.[13]
- Xen Li nació en agosto de 1980, pero murió 9 días después. Fue el primer panda en nacer en cautiverio fuera de China.[13]
- Tohui (hembra) nació el 21 de julio de 1981. Fue la primera panda en nacer en cautiverio fuera de China y mantenerse con vida. Murió el 16 de noviembre de 1993.[13]
- Liang Liang (macho) nació el 22 de junio de 1983. Sus padres fueron Ying Ying y Pe Pe. Murió el 23 de mayo de 1999.[13]
- Xiu Hua (hembra) nació el 25 de junio de 1985 y falleció el 27 de abril de 2013.[14] Sus padres fueron Ying Ying y Pe Pe. Con sus más de 27 años fue uno de los pandas más longevos del mundo, ya que casi duplicó la esperanza de vida de la especie en vida libre.[14] Tuvo un hermano mellizo que sólo vivió dos días y no tuvo nombre.[13]
- Ling Ling (macho) nació el 5 de septiembre de 1985, en el zoológico de Pekín. Fue llevado en tres oportunidades al zoológico de Chapultepec: el 29 de enero de 2001 (estuvo casi tres meses), el 12 de noviembre del mismo año (estuvo más de cinco meses), y el 27 de enero de 2003 (pasó tres meses en México). Murió el 30 de abril de 2008, en el zoológico de Ueno, Tokio.[13]
- Shuan Shuan (hembra) nació el 15 de junio de 1987. Es hermana de Xiu Hua. En 2010 fue trasladada al Zoológico Guadalajara y regresó a Chapultepec en 2011.[15] Murió el 7 de julio de 2022, a los 35 años de edad, siendo la panda gigante más longeva en haber vivido en México.[16]
- Xin Xin (hembra) nació el 1 de julio de 1990 y fue concebida por inseminación artificial.[17] Su madre fue Tohui, y su padre Chia Chia. Fue la octava cría de panda gigante nacida en el zoológico de Chapultepec.[15]

## Directores
Han dirigido el Zoológico de Chapultepec, desde su fundación:

Entre los directores recientes se encuentran:
- 1924-1929: Alfonso Luis Herrera López
- 1951-1958: Javier Ordóñez
- 1958-1966: Humberto Ortiz Monteverde
- 1958-1982: Jean F. Schoch
- 1970-1973: José Tobilla Martínez
- 1979-1976: Octavio Barrera Marín
- 1976-1982: Gabino Vázquez
- 1982-1997: Marielena Hoyo Bastien
- 1997-1997: Juan Garza Ramos
- 1998-1998: David Mayen-Mena
- 1999-2010: Fernando Gual Sill
- 2010-2015: José Bernal Stoppen
- 2015-2017: Juan Arturo Rivera Rebolledo
- 2017-2018: Claudia Lewy Sánchez Aldana
- 2019- : Fernando Gual Sill